# Caspar Stoll
Caspar Stoll, född 1725 i Hessen-Kassel, Tysk-romerska riket, död 1791 i Amsterdam, Nederländerna, var en nederländsk naturhistoriker och entomolog.